# Tassiga
Tassiga est le chef-lieu de la commune rurale de Bourra en Mali.
Le Bourra s’étend sur une superficie de 3 438 km2 pour une population estimée à 18 015 habitants selon le dernier recensement de l’administration. La population de la commune est composée de populations sédentaires et nomades et se répartit principalement entre les sonrhaïs, les peuhls et les touaregs. La Commune compte huit villages sédentaires (Lellehoye, Goléa, Kounsoum, Tonditihio, Gassi, Gollingo, Tassiga, Youni) et six fractions nomades (Boubacar Alamine, Hama Al Kounti, Sitakal, Kel Tafoulane, Mamadou Tallatou, Baganabé 1). Plus de 80 % de la population tirent leurs revenus de l’agriculture, de l’élevage et de la pêche.